# Lučenec (huyện)
Lučenec (okres Lučenec) là một huyện nằm tại vùng hành chính Banská Bystrica, nam trung Slovakia. Cho đến năm 1918, hầu hết huyện thuộc hạt Nógrád ngoại trừ một số làng Šíd, Čamovce, Šurice ở phía đông huyện thuộc hạt Gömör és Kishont.
Huyện nằm ở lưu vực phía nam của Slovakia, trong thung lũng của sông Ipeľ. Hai thị trấn của huyện là Lučenec và Fiľakovo là nơi sinh sống của 54% dân số của huyện, phần còn lại sống ở 55 làng xung quanh.
Huyện nằm trên tuyến đường châu Âu E571 từ Bratislava đến Košice và trên một trong những tuyến xe lửa nối hai thành phố. Một tuyến xe lửa khác chạy đến Budapest qua Fiľakovo. Ngoài ra, một sân bay nhỏ nằm tại Boľkovce.
Ngành công nghiệp chế biến thực phẩm và vật liệu xây dựng là những ngành chủ đạo của huyện.

## Dân số
| Năm            | 1994   | 2004   | 2014   | 2024   |
| -------------- | ------ | ------ | ------ | ------ |
| Số lượng người | 73.470 | 73.287 | 74.401 | 68.623 |
| Sự khác biệt   |        | −0,24% | +1,52% | −7,76% |

| Năm            | 2023   | 2024   |
| -------------- | ------ | ------ |
| Số lượng người | 69.018 | 68.623 |
| Sự khác biệt   |        | −0,57% |

## Đô thị
- Ábelová
- Belina
- Biskupice
- Boľkovce
- Budiná
- Bulhary
- Buzitka
- Čakanovce
- Čamovce
- Divín
- Dobroč
- Fiľakovo
- Fiľakovské Kováče
- Gregorova Vieska
- Halič
- Holiša
- Jelšovec
- Kalonda
- Kotmanová
- Lehôtka
- Lentvora
- Lipovany
- Lovinobaňa
- Ľuboreč
- Lučenec
- Lupoč
- Mašková
- Mikušovce
- Mučín
- Mýtna
- Nitra nad Ipľom
- Nové Hony
- Panické Dravce
- Píla
- Pinciná
- Pleš
- Podrečany
- Polichno
- Praha
- Prša
- Radzovce
- Rapovce
- Ratka
- Ružiná
- Šávoľ
- Šiatorská Bukovinka
- Šíd
- Stará Halič
- Šurice
- Točnica
- Tomášovce
- Trebeľovce
- Trenč
- Tuhár
- Veľká nad Ipľom
- Veľké Dravce
- Vidiná